# Murder Prevention
Murder Prevention est une série télévisée britannique en six épisodes de 52 minutes, créée par Declan Croghan et diffusée entre le 30 octobre et le 4 décembre 2004 sur Five. En France, la série a été diffusée à partir du 17 mars 2007 sur Jimmy.

## Synopsis
Cette série met en scène les policiers d'une unité d'élite, la MPU (Murder Prevention Unit), qui mettent tout en œuvre pour empêcher les crimes avant qu'ils ne soient commis. 

## Distribution
- Conor Mullen : Patrick Goddard
- Mark Lewis Jones : Ray Lloyd
- Sean Gallagher : Neil Stanton
- Sarah Smart : Karen Hughes
- Tom Brooke : Mark Rosen
- Michael Smiley : Maurice Gibney

## Épisodes
1. Prise de contact [1/2] (False Prophet [1/2])
2. Prise de contact [2/2] (False Prophet [2/2])
3. Cas de conscience [1/2] (Last Man Out [1/2])
4. Cas de conscience [2/2] (Last Man Out [2/2])
5. In Extremis [1/2] (Judgement Day [1/2])
6. In Extremis [2/2] (Judgement Day [2/2])